# مراد دهينة
مراد دهينة من مواليد 6 أوت 1961 بالبليدة قرب العاصمة الجزائرية وهو من عائلة معروفة بالعلم، متزوج وأب لستة أطفال.
يقطن مراد دهينة سويسرا دون وثيقة إقامة منتظمة وهو جزائري الجنسية.

## عائلته
مراد دهينة ابن عائلة جزائرية ينحدر أصلها من مدينة الأغواط، اشتهرت بالعلم وبالوقوف في وجه الاستعمار الفرنسي[بحاجة لمصدر]. جده عبد القادر دهينة خريج المدرسة العليا للأساتذة بالجزائر العاصمة-بوزريعة سنة 1896  ووالده محمد دهينة  سياسي ناضل خلال الأربعينات في الاتحاد الديموقراطي للبيان الجزائري الذي كان يترأسه فرحات عباس، ومجاهد التحق بالثورة منذ بداياتها الأولى حيث كان من مؤسسي نواتها الأولى بناحية الأغواط. وابن عمه الطاهر دهينة شهيد[بحاجة لمصدر].

## التكوين العلمي
بعد تحصله على شهادة البكالوريا شعبة علوم بتقدير جيد جدا في ثانوية ابن رشد واصل دراسته في جامعة باب الزوار للتكنولوجيا هواري بومدين بالجزائر العاصمة وتخرج منها عام 1983 ثم ذهب إلى أمريكا ودرس تخصص فيزياء نووية في معهد ماساتشوستس للتكنولوجيا ليحصل على شهادة ماجستير سنة 1985 ثم دكتوراه سنة 1987. اشتغل في المركز الأوروبي للبحوث النووية سرن عام 1988، كما اشتغل في جامعة زيورخ للعلوم التطبيقية.

## نشاطه السياسي
1992 التحق مراد دهينة بالجبهة الإسلامية للإنقاذ بعد توقيف المسار للانتخابي[بحاجة لمصدر]
1993 اتهمه شارل باسكوا وزير الداخلية الفرنسية بضلوعه في تجارة الأسلحة، وقامت بتفتيش منزله في 13 نوفمبر 1993، حيث كان متواجدا في السودان أثناء قيام الأمن الفرنسي بالبحث عنه بعلمه الخبر لجأ لسويسرا.
2003 أودع القضاء الجزائري مذكرة توقيف عالمية ضده للأنتربول لاتهامه بعلاقات مع الجماعة الإسلامية المسلحة المتهمة بعمليات إرهابية ومجازر في كل من الجزائر وفرنسا، حكم عليه بعشرين (20) سنة سجنا إثرها.
2004 بعد إطلاق سراح قياديي الجبهة الإسلامية للإنقاذ عباسي مدني وعلي بلحاج قرر مغادرة قيادة مكتب الجبهة في الخارج [محل شك]وفي نفس السنة أسس منظمة الكرامة التي تعني بحقوق الإنسان في العالم العربي ومقرها جنيف بسويسرا وهو حاليا رئيسها التنفيذي.
2006 صرح مراد دهينة في جريدة لوماتان الجزائرية والناطقة بالفرنسية الصادرة في 14 أكتوبر أنه ضد ميثاق السلم والمصالحة الوطنية في الجزائر وأنه حسب قوله«في 1992 حصل انقلاب على الدولة في الجزائر والعمل المسلح مشروع، أقولها وأعيدها».
2007 أسس حركة رشاد مع محمد العربي زيتوت ،عباس عروة ،رشيد مصلي ومحمد سمراوي، الحركة تدعو إلى تغيير النظام في الجزائر.
2009 خضع مراد دهينة لتحقيق من طرف السلطات السويسرية في خلفية توقيف عدلان هيشور الذي اعتقلته فرنسا لاتهامه بالانتماء للقاعدة نظرا لأن المدعو هيشور ومراد دهينة عملا في سرن «المنظمة الأوروبية للأبحاث النووية» وغلق الملف في 2011 دون أي متابعات لعدم توفر أدلة قاطعة.
16 يناير 2012 تمّ توقيفه في مطار أورلي بباريس أين كان متوجّها إلى جنيف قال انه كان يتوقع من الأمن الفرنسي أنه سيحقق معه لعلمه بوجود مذكرة اعتقال لدى الانتربول لكن ليس لدرجة احتجازه لمدة 6 أشهر
و يعتقد أن الاعتقال متعلق بالمظاهرة التي عقدتها حركة رشاد يوم 11 جانفي/يناير 2012.
ووجهت له رسميا من طرف النظام الجزائري تهمة تكوين جماعات مسلحة في زيورخ بسويسرا، الأمر الذي جعل القضية سخيفة على حد قول محمد العربي زيتوت من أمانة حركة رشاد[بحاجة لمصدر].
و على إثر التوقيف قام نشطاء على الفيسبوك بحملة لإطلاق صراحه على صفحة كلنا مراد دهينة ذاع صيته على إثرها
أتت عملية اعتقال مراد دهينة وقامت بإشهار لشخصه وحزبه من حيث لم يكن يتوقع[وفقًا لِمَن؟].